# Matsuoka Eikyū

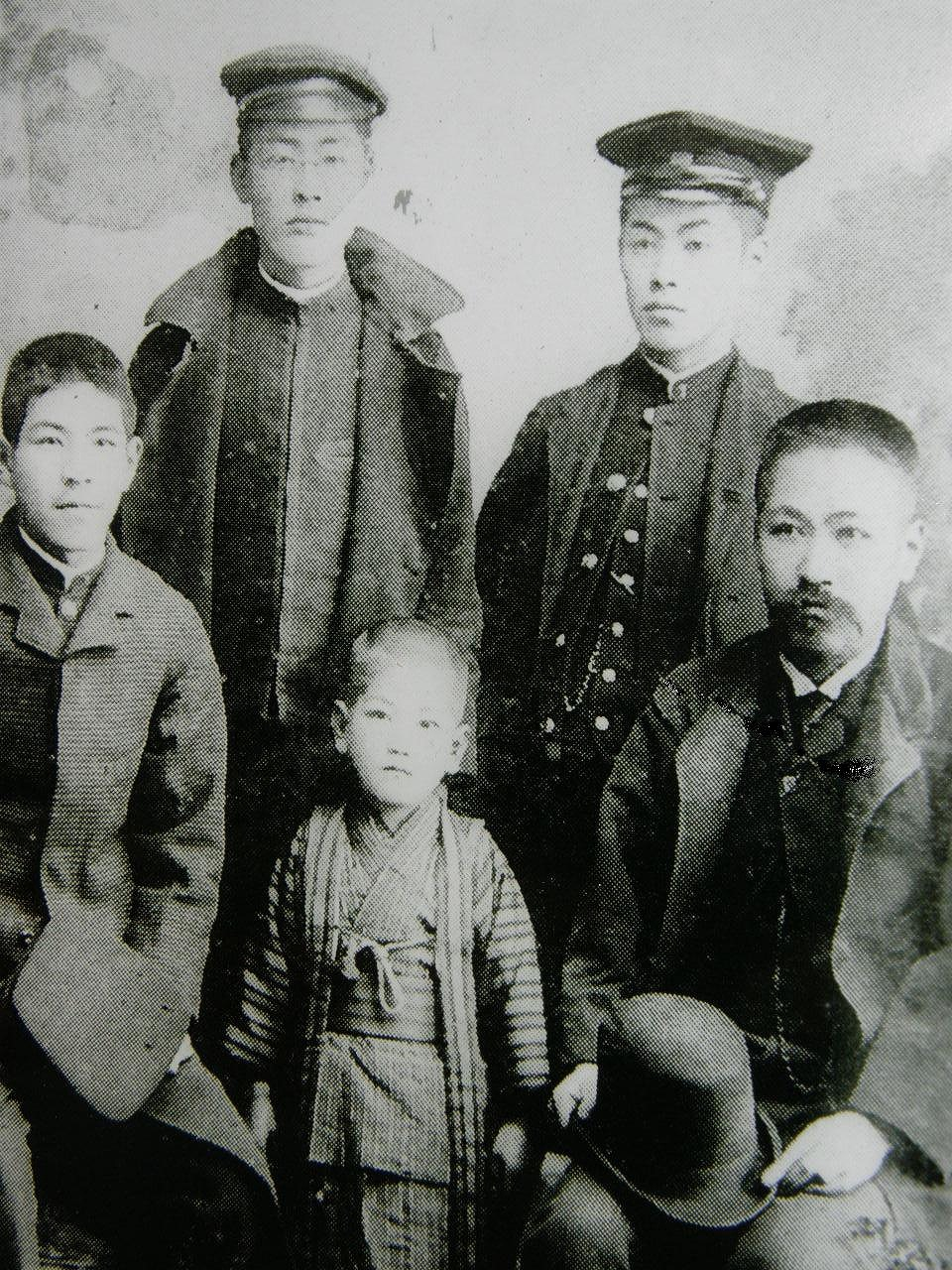
Hinten links Matsuoka

Matsuoka Eikyū (japanisch 松岡 映丘; geboren 9. Juli 1881 in Tahara (Präfektur Hyōgo); gestorben 2. März 1938 in Tokio) war ein japanischer Maler im Yamato-e-Stil.

## Leben und Wirken
Matsuoka Eikyū war der ältere Bruder des Brauchtumsforschers Yanagita Kunio. 1889 ging er nach Tokio und wurde ein Schüler des Malers der Kanō-Schule Hashimoto Gahō. Er bildete sich dann weiter unter dem Künstler im Stil des Yamato-e, Yamana Tsurayoshi (山名 貫義; 1836–1902). Matsuoka machte 1904 seinen Studienabschluss an der „Tōkyō bijutsu gakkō“ (東京美術学校), der Vorläufereinrichtung der heutigen Universität der Künste, an der er 1908 als Assistenzprofessor, ab 1918 35 Jahre als Professor wirkte. Zu seinen Schülern gehören Yamamoto Kyūjin, Sugiyama Yasushi, Yamaguchi Hōshun, Takayama Tatsuo, Hashimoto Meiji, Kamada Masao, Okada Noboru, Matsuoka Sadao.
Matsuoka stellte auf der jährlichen, vom Staat organisierten Ausstellungsreihe aus. Auf der 8. Ausstellung 1914 erweckte er Aufmerksamkeit mit seinem Bild Sommer an der Meeresbucht (夏たつ浦, Natsu tatsu ura), einer neuen Interpretation des Yamato-Stils. Ab der Ausstellung 1919 wirkte Matsuoka bei jeder Ausstellung als Juror.
Matsuoka beteiligte sich an der Gründung von drei Künstlergruppen, nämlich mit Hirafuku Hyakusui, Kaburagi Kiyokata, Yūki Somei, u. a. an der „Kinreisha“ (金鈴社) 1916, an der „Shinkō Yamato-e kai“ (進行大和絵会) 1921 und an dem „Kokuga-in“ (国画院) 1935. Er war Mitglied der Akademie der Künste, ab 1937 Mitglied der neuorganisierten Akademie.
Beispielhafte Werke sind Kurtisane Muro (室君, Muro kimi), Unterkunft in Yamashina (山科の宿, Yamashina no juku), Kanzler zur Rechten Sanetomo (右大臣実朝, Udaijin Sanetomo).